# Pontons
Pour les articles homonymes, voir Ponton (homonymie).
Pontons est une commune de la province de Barcelone, en Catalogne, en Espagne, de la comarque d'Alt Penedès

## Démographie
Elle comptait 558 habitants en 2008.